# Paréntesis (álbum)
Paréntesis es el noveno álbum de estudio del cantante puertorriqueño Funky.
El álbum se caracteriza particularmente por su variedad de ritmos, prevaleciendo los tropicales, y otros como reguetón, bachata, electrónica y pop. Asimismo, el 18 de octubre de 2024, el álbum fue presentado junto a su sencillo «Simplicidad» junto a la banda ecuatoriana Vaes. De este álbum, se desprenden algunos sencillos como: «Vive», «No me dejas morir» y «Te luciste», entre otros.
En este álbum, están incluidas las participaciones de Alex Zurdo, Jay Kalyl, Gabriel EMC y Mr. Yeison entre otros. Además, cuenta con una versión urbana del sencillo «Fuera de línea», el cual fue originalmente interpretado por el cantante colombiano Gilberto Daza junto a Funky.

## Lista de canciones
| N.º | Título                                                   | Productor(es)                                     | Duración |  |
| 1.  | «Vive»                                                   | Funky, Edward Sanchez, Enoc Hernández             | 3:43     |  |
| 2.  | «En cada parte» (con Fer Ariza)                          | D-One, Funky                                      | 2:58     |  |
| 3.  | «Simplicidad» (con Vaes)                                 | Funky                                             | 2:53     |  |
| 4.  | «Hosanna (Todo lo que respire)» (con Gabriel EMC)        | Mirai                                             | 2:41     |  |
| 5.  | «A celebrar» (con Mr. Yeison y Fleiva Music)             | Fleiva Music, Funky                               | 3:04     |  |
| 6.  | «Te luciste» (con Jay Kalyl)                             | Funky                                             | 2:41     |  |
| 7.  | «Pasa (Dejaré que veas)»                                 | Funky, Enoc Hernández                             | 3:21     |  |
| 8.  | «Háblame»                                                | Funky, Alex Zurdo, Israel Martinez                | 2:42     |  |
| 9.  | «No me dejas morir» (con Alex Zurdo y Gerardo Rodríguez) | Funky, Gerardo Rodríguez, Javier Quesada          | 3:29     |  |
| 10. | «En tu corriente» (con Lilo Music)                       | Funky, Mr. Yeison, Francisco Fornerin, Lilo Music | 3:00     |  |
| 11. | «Más allá de palabras»                                   | Funky, Enoc Hernández                             | 2:45     |  |
| 12. | «Fuera de línea» (Remix) (con Gilberto Daza)             | Fleiva Music                                      | 3:01     |  |
| 13. | «Simplicidad» (Versión Regional) (con Vaes)              | Otho Castro                                       | 3:14     |  |

## Remixes
| N.º | Título                                                  | Productor (es)    | Duración |  |
| 1.  | «Hosanna» (con Gabriel EMC, Onell Díaz y Aaron & Grace) | Funky, Onell Díaz | 4:30     |  |